# Dầu thô ngọt
Dầu thô ngọt là loại dầu thô có ít hơn 0,5% lưu huỳnh, theo phân loại của Sàn giao dịch hàng hóa New York. Dầu thô có hàm lượng lưu huỳnh cao hơn được gọi là dầu thô chua.
Dầu thô ngọt có chứa một lượng nhỏ của Hydro sulfide và Cacbon dioxide. Đây là loại dầu thô có chất lượng cao hơn dầu thô chua và yêu cầu quá trình xử lý, chế biến thành các thành phẩm như xăng, dầu diesel, dầu hỏa, dầu bôi trơn... ít tốn công sức và chi phí hơn. Lý do là vì lưu huỳnh có tính ăn mòn và gây hao mòn các thiết bị vận chuyển, xử lý dầu. Ước tính mỗi thùng dầu thô ngọt có thể tiết kiệm 15 đô la Mỹ tổng chi phí.
Khái niệm "ngọt" của loại dầu này xuất phát từ thực tế là nó có vị hơi ngọt và mùi dễ chịu do có hàm lượng lưu huỳnh thấp. Từ thế kỷ 19 dầu thô đã được con người nếm để đánh giá chất lượng.
Những nước khai thác:
- Châu Á-Úc
  -  Australia
  -  Ấn Độ
  -  Brunei
  -  Indonesia
  -  Iraq
  -  Malaysia
  -  New Zealand
  -  Trung Quốc
  -  Việt Nam
- Châu Mỹ:
  -  Canada
  -  Hoa Kỳ
  -  Guyana
  -  Suriname
- Châu Âu:
  -  Nga
  -  Na Uy
  -  Anh
  -  Scotland
- Châu Phi:
  -  Algeria
  -  Angola
  -  Cộng hòa Dân chủ Congo
  -  Cộng hòa Congo
  -  Ghana
  -  Libya
  -  Nigeria